# Clunio gerlachi
Clunio gerlachi är en tvåvingeart som beskrevs av Ole Anton Saether 2004. Clunio gerlachi ingår i släktet Clunio och familjen fjädermyggor.
Artens utbredningsområde är Seychellerna. Inga underarter finns listade i Catalogue of Life.